# Lisa Roberts Gillan
Lisa Roberts Gillan (* 1. Januar 1965 in Decatur, Georgia) ist eine US-amerikanische Filmschauspielerin und Filmproduzentin. Sie ist die Schwester von Eric Roberts und Julia Roberts.

## Leben und Leistungen
Roberts Gillan trat als Schauspielerin in mehreren Filmen – jeweils in einer Nebenrolle – auf, in denen ihre Schwester Julia Roberts die Hauptrolle spielte: I Love Trouble – Nichts als Ärger (1994), Power of Love (1995), Die Braut, die sich nicht traut (1999), Mona Lisas Lächeln (2003) und Duplicity – Gemeinsame Geheimsache (2009).
Zu den von Roberts Gillan mitproduzierten Filmen gehört das Fernsehdrama Samantha: An American Girl Holiday (2004) mit Mia Farrow, das im Jahr 2005 als Bestes für das Fernsehen produzierte Familienfilm für den Young Artist Award nominiert wurde. In der gleichen Kategorie wurde ein Jahr später das Fernsehdrama Felicity: An American Girl Adventure (2005) mit Marcia Gay Harden nominiert. Im Kriegsdrama Molly: An American Girl on the Home Front (2006) spielte unter anderen Molly Ringwald mit. Die Veröffentlichung der Komödie Kit Kittredge: An American Girl mit Stanley Tucci, Joan Cusack, Glenne Headly, Chris O’Donnell, Jane Krakowski und Julia Ormond fand im Jahr 2008 statt. Bei der Produktion dieses Films arbeitete Roberts Gillan mit ihrer Schwester Julia Roberts zusammen, die als Executive Producer tätig war.
Lisa Roberts Gillan lebt heute mit ihrem Ehemann Tony Gillan in New York City.

## Filmografie (Auswahl)

### Schauspielerin
- 1994: I Love Trouble – Nichts als Ärger (I Love Trouble)
- 1995: Power of Love (Something to Talk About)
- 1995: Weg der Träume (The Journey of August King)
- 1996: Friends (Fernsehserie, eine Folge)
- 1999: Die Braut, die sich nicht traut (Runaway Bride)
- 2002: Manhattan Love Story (Maid in Manhattan)
- 2003: Mona Lisas Lächeln (Mona Lisa Smile)
- 2004: Liebe auf Umwegen (Raising Helen)
- 2009: Duplicity – Gemeinsame Geheimsache (Duplicity)
- 2010: Valentinstag (Valentine’s Day)
- 2012: Spieglein Spieglein – Die wirklich wahre Geschichte von Schneewittchen (Mirror Mirror)

### Produzentin
- 1996: Nothing to Lose
- 2004: Samantha: An American Girl Holiday
- 2005: Felicity: An American Girl Adventure
- 2006: Molly: An American Girl on the Home Front
- 2008: Kit Kittredge: An American Girl
- 2022: Ticket ins Paradies (Ticket to Paradise)
- 2023: Leave the World Behind